# Milan Pacanda
Milan Pacanda (Teplice, 28 febbraio 1978) è un ex calciatore ceco, di ruolo attaccante.

## Biografia
Nasce a Teplice, ma cresce e vive a Brno.

## Carriera
Vanta 215 presenze e 59 reti nel campionato ceco, 244 incontri e 69 gol in tutti i campionati.
Nel 2004 lo Sparta Praga ne acquista le prestazioni in cambio di € 0,8 milioni. Tre anni dopo il Brno lo ricompra a € 70.000.